# Ministerio de Trabajo y Seguridad Social (Costa Rica)
El Ministerio de Trabajo y Seguridad Social de Costa Rica (MTSS) es el ministerio del gobierno de Costa Rica encargado de la dirección, estudio y despacho de todos los asuntos relativos al trabajo y el bienestar social, además de vigilar el desarrollo, mejoramiento y aplicación de todas las leyes, decretos, acuerdos y resoluciones referentes a estas materias, principalmente los que tengan el objetivo de fijar y armonizar el buen orden y la justicia social en los vínculos creados por el trabajo y los que tiendan a mejorar las condiciones de vida de los costarricenses. Su actual titular es Silvia Lara Povedano.

## Historia
Los antecedentes del Ministerio de Trabajo y Seguridad Social se remontan al 13 de mayo de 1874, fecha en la que se funda la primera organización de trabajadores en Costa Rica: la Sociedad de Artesanos. A esta organización le siguen la Federación de Artesanos Nacionales y el Club de Obreros. Por otra parte, uno de los primeros movimientos de trabajadores registrados en el país fue una huelga en octubre de 1888, la cual fue organizada por obreros italianos quienes se encontraban laborando en la construcción del Ferrocarril al Atlántico. El 1 de mayo de 1913 se celebra en Costa Rica el primer Día Internacional del Trabajador, y en 1920 el país ingresa a la Organización Internacional del Trabajo (OIT).
En junio de 1928, después de varios esfuerzos del diputado Carlos María Jiménez Ortiz, se aprueba la creación de la Secretaría de Trabajo y Previsión Social. Seguidamente, el 2 de julio de 1928, el presidente de la República Cleto González Víquez, firma la creación de la Secretaría. Mediante la ley n.° 33 del 27 de junio del mismo año, se crea la Secretaría de Estado en los Despachos de Trabajo y Previsión Social, con la función de preparar el proyecto del Código de Trabajo.
El 27 de agosto de 1943 la Asamblea Legislativa aprueba el proyecto del Código de Trabajo, el cual entra a regir el 15 de setiembre siguiente. Junto con él se consolida la Secretaría de Trabajo y Previsión Social, ya que el mismo Código le señala sus funciones y atribuciones.
Mediante la Junta Fundadora de la Segunda República se crea una cartera ministerial dedicada al trabajo y la previsión social, son embargo, no es hasta el 21 de abril de 1955 que, mediante la Ley n.° 1860, se crea oficialmente el Ministerio de Trabajo y Previsión Social (MTPS), trasladando y ampliando las funciones y atribuciones de la Secretaría de Trabajo y Previsión Social. Posteriormente, el 18 de febrero de 1963, mediante la Ley n.° 3095, el nombre del Ministerio es reemplazado por el de Ministerio de Trabajo y Bienestar Social (MTBS). El nombre del Ministerio vuelve a cambiar por última vez el 18 de octubre de 1972, mediante la Ley n.° 5089 que lo modifica al de Ministerio de Trabajo y Seguridad Social (MTSS).
Desde entonces, el Ministerio de Trabajo y Seguridad Social ejerce dentro del engranaje gubernamental funciones relativas al campo del desarrollo y la seguridad social tales como la planificación y la promoción del empleo, con énfasis en el desarrollo de la pequeña y mediana empresa;  la fijación de salarios mínimos y otros programas dirigidos a la disminución de la pobreza, como la atención de grupos etáreos en condiciones de desventaja o riesgo social. Además cumple un importante papel en la mediación de los asuntos concernientes a las relaciones obrero-patronales en el mercado de trabajo, velando por el cumplimiento de la legislación laboral vigente en el país.

## Funciones
El Ministerio de Trabajo y Seguridad Social de Costa Rica tiene, entre algunas de sus funciones, las siguientes:
- Gestionar el proceso de la política pública en materia sociolaboral, a través de la gestión de políticas puntuales y lineamientos generales para ejercer la rectoría que le compete y la conducción de la política institucional, legal, técnica y administrativa del Ministerio; para que los programas ejecutados por éste se desarrollen dentro del marco establecido en el Plan Nacional de Desarrollo y la política general de Gobierno.
- Mantener y promocionar la adecuada articulación entre el Ministerio, sus dependencias y las demás organizaciones que en el país realizan actividades propias de la Administración del Trabajo, así como organismos internacionales afines a la competencia ministerial.
- Diseñar e implantar estrategias para la fomentar la equidad laboral, dirigidas a empresarios y grupos poblacionales con necesidades especiales.
- Fiscalizar y garantizar la adecuada aplicación y cumplimiento de la legislación laboral, incluyendo lo relativo a la salud ocupacional, a través de intervenciones novedosas que agreguen valor a la producción, por medio de la promoción de una nueva cultura laboral, más acorde con el cambiante entorno socioeconómico.
- Educar a la población en materia de deberes y obligaciones laborales, para prevenir la conflictividad laboral.
- Mediar y resolver los conflictos surgidos entre empleadores y trabajadores, en ocasión del trabajo.
- Acreditar y registrar organizaciones sociales de carácter laboral.
- Fijar, revisar y asesorar en materia de salarios mínimos del sector privado, con el fin de proteger y garantizar los derechos de los trabajadores y trabajadoras y sus organizaciones, así como de los patronos y sus organizaciones.
- Coadyuvar a la disminución de los niveles de pobreza a través del financiamiento y promoción de programas de inversión social como vehículo de movilidad social ascendente para los grupos en desventaja social.
- Otorgar pensiones y jubilaciones con cargo al presupuesto nacional, cuando en derecho correspondan.

## Estructura
El Ministerio de Trabajo y Seguridad Social de Costa Rica se estructura en los siguientes órganos y dependencias:
- El Despacho del Ministro.
  - Dirección de Tecnologías de Información y Comunicación.
- El Viceministerio de Área Laboral.
  - La Dirección de Asuntos Laborales.
    - Departamento de Coordinación Técnica.
    - Departamento de Organizaciones Sociales.
    - Departamento de Evaluación y Análisis.
    - Departamento de Relaciones de Trabajo.

  - La Dirección Nacional de Empleo.
    - Departamento de Intermediación, Orientación y Prospección de Empleo.
    - Departamento de Generación de Empleo.
    - Departamento de Migraciones Laborales.

  - La Dirección Nacional de Inspección.
- El Viceministerio de Área Social.
  - La Dirección Nacional de Pensiones.
    - Departamento de Declaración de Derechos.
    - Departamento de Gestión de Pagos.
    - Departamento de Investigación y Desarrollo.
    - Departamento de Gestión de la Información.
    - Departamento de Asesoría Legal.
    - Departamento de Asesoría Económica Actuarial.

  - La Dirección Nacional de Seguridad Social.
    - Departamento de Protección Especial al Trabajador.
    - Departamento de Igualdad de Oportunidades para el PCD.
    - Departamento de Recreación Laboral.

  - La Dirección de Desarrollo Social y Asignaciones Familiares.
    - Departamento de Evaluación, Control y Seguimiento.
    - Departamento de Gestión de Cobros

Además cuenta con los siguientes órganos dependientes:
- El Consejo Nacional de Salarios.
- El Consejo Nacional de Personas con Discapacidad (CONAPDIS).
- El Consejo de Salud Ocupacional (CSO).
- El Tribunal Administrativo de la Seguridad Social.
- Departamento de PRONAMYPE y Movilidad Social.